# El Borma
El Borma (àrab: البرمة, al-Burma) és una vila del desert tunisià a la governació de Tataouine, situada uns 360 km al sud-oest de Gabes, a la que està unida per un oleoducte. És un petit oasi sense cap característica especial si no fos perquè es va trobar prop d'aquest lloc el primer pou de petroli tunisià explotable comercialment, descobert per la italiana AGIP el maig de 1964 i que és propietat d'aquesta companyia en un 50% i en un 50% de l'estat tunisià (per mitjà de l'Entreprise tunisienne d'activités pétrolières (ETAP).
El Borma és encara el principal lloc d'extracció; els altres pous són a Ashtart i Sidi El Ghilani. També es va descobrir gas que s'explota a El Borma i al camp de Miskar, al golf de Gabes. El petroli d'El Borma és del tipus dur. Actualment 28 companyies exploten la riquesa en gas i petroli de Tunísia, entre elles Agip, Anadarko, EHT, British Gas, Centurion Oil, CMS Oil and Gas, Samedan Oil, Marathon Oil, Kuwait Foreign Petroleum Exploration Company (Kufpec), Total, Fina, Neste Oy, Nuevo Energy, Oranje Nassau, Union Texas Petroleum, Petro-Canada, Phillips Petroleum, Pluspetrol, EGEP i Walter Enserch. Les reserves de Tunísia s'estimen en més de tres-cents milions de barrils. A partir del codi d'hidrocarburs de 20 de febrer de 2000 les noves explotacions s'han d'ajustar al que marca aquest codi, que encoratja la inversió estrangera. L'ETAP, creada el 1972, és l'encarregada del sector productiu i la Société Nationale de Distribution du Pètrole (SNDP) n'és la distribuïdora.